# Hypocaccus dimidiatus
Hypocaccus dimidiatus é uma espécie de insetos coleópteros polífagos pertencente à família Histeridae.
A autoridade científica da espécie é Illiger, tendo sido descrita no ano de 1807.
Trata-se de uma espécie presente no território português.